# Julie Morizot
Julie Morizot, connue sous le nom de Mme Cougny, est une sculptrice française née à Saint-Amand le 24 avril 1843 et décédée à Paris le 17 février 1912. Elle est l'épouse et l'élève de Louis-Edmond Cougny.

## Biographie
Julie Morizot est née à Saint-Amand (Cher). Elle est à la fois l'épouse et l'élève de Louis-Edmond Cougny,. Elle expose aux Salons de 1870 à 1877 sous son nom de jeune fille et exécute un grand nombre de médaillons. Son dernier Salon est celui de 1894, après il n'est plus fait mention d'elle. Elle demeurait à l'époque à Paris, 17 avenue de Malakoff.

## Œuvres

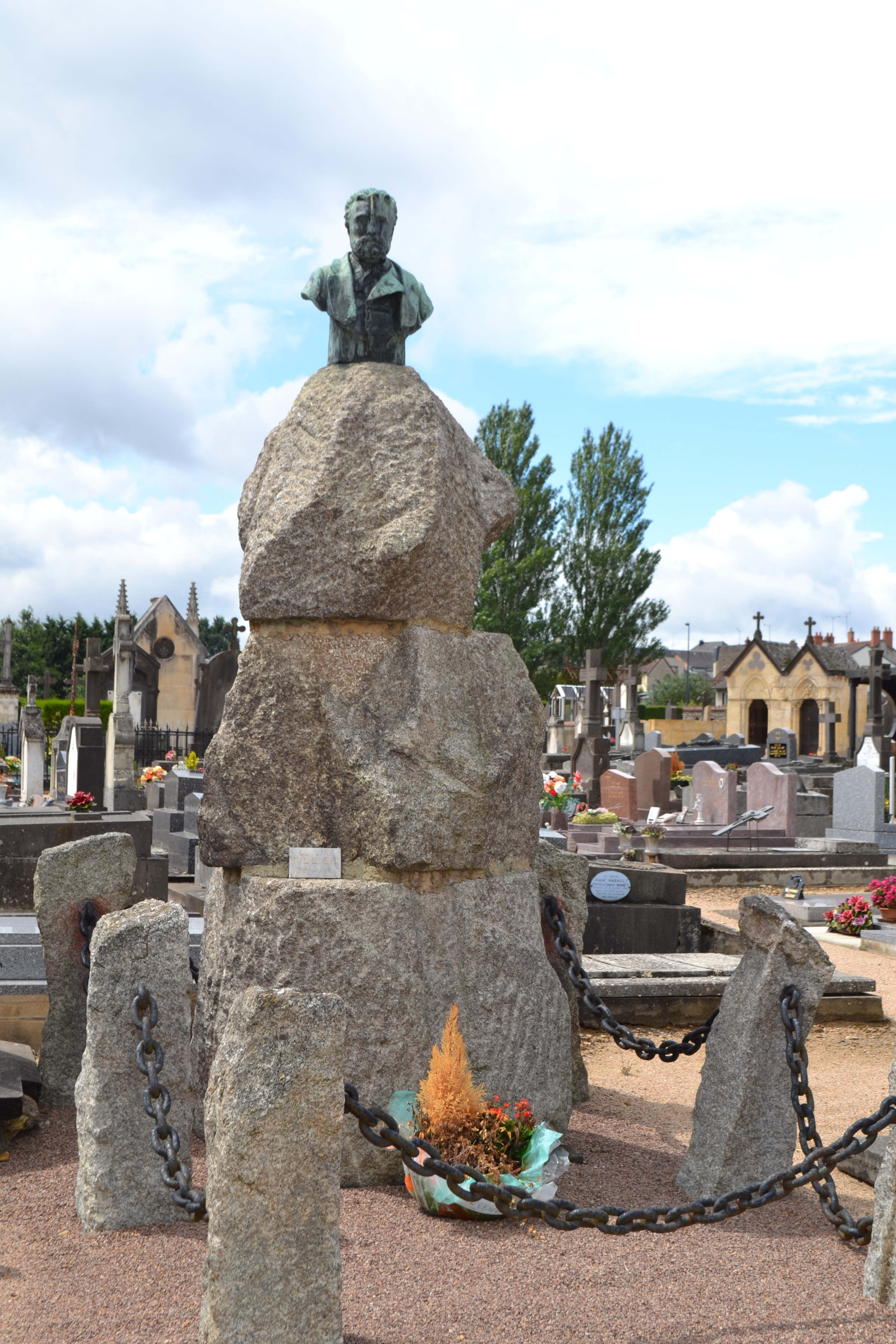
Julie Morizot, Buste de Claude Tillier, Nevers, cimetière Jean Gautherin.

On attribue généralement à tort le buste de Claude Tillier au cimetière Jean Gautherin à Louis-Edmond Cougny alors qu'il s'agit là de l'œuvre de sa femme Julie Morizot,.